# Haakswold
Haakswold is een buurtschap van Ruinerwold, gemeente De Wolden, in de Nederlandse provincie Drenthe.

## Structuur en samenhang
De structuur van de buurtschap is een wegdorp met lintbebouwing, gelegen aan de drie kilometer lange gelijknamige weg. De oudste vermelding dateert uit archieven uit 1370 waar het genoemd wordt als Hakeswolde. In 1380 is een vermelding gespeld als Haexwolde te vinden en later ook Haaxwold en Haagswold. De oorsprong van de naam is ene Hake of Hako die daar gewoond moet hebben -het gaat dan om het bos (woud) van deze Hake. Haakswold was een zelfstandig schoutambt dat bij de heerlijkheid Ruinen hoorde. In de 18de eeuw vormde het samen met de buurtschap Buddinge het dorp Ruinerwold.

## Bijnaam
De buurtschap wordt ook wel het "Golden Entie" (Drents voor: het gouden eind) genoemd, omdat er aan het Haakswold historisch gezien de duurste panden stonden van Ruinerwold. Aan de weg Haakswold staan veel grote monumentale herenboerderijen op grote percelen grond.

## Haakswold 5
Haakswold 5 is een van de bekende herenboerderijen. Hier woonde in de jaren negentig de weerman Jan Versteegt en de boerderij had toen de bijnaam de Weerboerderij. Later was het pand jarenlang tot begin deze eeuw de behuizing van het Koptisch Museum.

## Haakswold 10

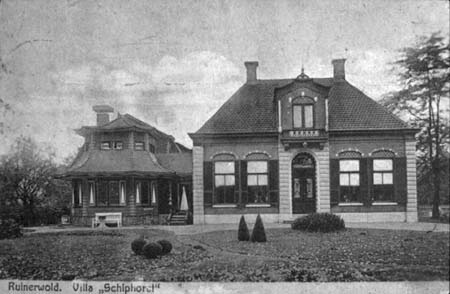
Villa Schiphorst, Haakswold 10

Een andere bekende herenboerderij is Haakswold 10, Villa Schiphorst, voormalig eigendom van de herenboerenfamilies Schiphorst en Preuper die destijds eigenaar waren van diverse boerderijen. Aan de linkerzijde ervan is begin van de 20e eeuw met huisnummer 8 een compleet Chinees theehuis gebouwd. De eigenaar had dit gezien tijdens een bezoek aan de wereldtentoonstelling van 1900 te Parijs en liet de Ruinerwoldse timmerman/aannemer Klaas Timmer het op schaal nabouwen op basis van een meegenomen ansichtkaart. Binnen het theehuis bevinden zich prachtige originele jugendstil muurschilderingen en ornamenten. In het theehuis woonde tot juni 2008 nog de dochter van de laatste herenboer Arend Schiphorst Preuper en momenteel diens kleinzoon.
Dorpen en Buurtschappen: Alteveer · Ansen (deels) · Berghuizen · Drogteropslagen · Echten · Eursinge · Fort · Haakswold · Hees · Kerkenveld · Koekange · Koekangerveld · Linde · Oldenhave · Oosteinde · Ruinen · Ruinerweide · Ruinerwold · Veeningen · Weerwille · de Wijk · Zuidwolde

Overige kernen: Anholt · Armweide · Bazuin · Benderse (deels) · Blijdenstein · Bloemberg · Braamberg (deels) · Buitenhuizen · Bultinge · Dickninge · Dijkhuizen · Drogt · Dunningen · Eemten · Engeland · Gijsselte · Haalweide · Hoge Linthorst · Kraloo (deels) · Kraloo · Leeuwte · Lubbinge · Lunssloten · Middelveen · Nolde · Noordwijk · Oosterwijk · Oshaar · Oud Veeningen · Paardelanden · Pieperij · Rheebruggen · Schottershuizen · Schrapveen · De Stapel · Steenbergen · Struikberg · De Stuw · Ten Arlo · De Tippe · Vuile Riete · Wemmenhove · Witteveen (deels) 

Drenthe: Steden en dorpen      Nederland: Provincies · Gemeenten